# North Wales (Pennsylvanie)
 (décembre 2023).
Si vous disposez d'ouvrages ou d'articles de référence ou si vous connaissez des sites web de qualité traitant du thème abordé ici, merci de compléter l'article en donnant les références utiles à sa vérifiabilité et en les liant à la section « Notes et références ».
North Wales est un borough du comté de Montgomery, en Pennsylvanie, aux États-Unis.

## Géographie
North Wales se trouve au nord-est des États-Unis, dans le sud-est de l'État de Pennsylvanie, au sein du comté de Montgomery, dont le siège de comté est Norristown. Ses coordonnées géographiques sont 40° 12′ 39″ N, 75° 16′ 30″ O.

## Démographie
Au recensement de 2010, sa population était de 3 229 habitants.